# كوروس إنريكيث
مانويل كوروس إنريكيث (بالإسبانية: Manuel Curros Enríquez)‏ شاعر إسباني يكتب باللغة الغاليسية، وُلد في ثيلانوفا، بأورينسي بمنطقة غاليسيا في إسبانيا في 15 سبتمبر 1851. أسهم مع كل من روساليا دي كاسترو وإدواردو بوندال الشخصيات الأكثر تعبيرية التي مثلت المرحلة الثقافية في تاريخ غاليسيا، والتي تطورت على مدار القرن التاسع عشر. قرر الهجرة إلى القارة الأمريكية الجنوبية عام 1894. وفي لا هافانا، أسس صحيفة  الأرض الغاليسية، وعندما فشل الأمر، اتجه للكتابة في الصحيفة اليومية العائلات، وبعد ذلك في مارينا. من أهم أعماله يأتي كل من رسائل من الشمال فيما بين عامي 1875 و1876 والعذراء من الكريستال عام 1877 والمهزلة الإلهية عام 1888. وتُوفي في هافانا، كوبا في 7 مارس 1908.

## روابط خارجية
- كوروس إنريكيث على موقع ميوزك برينز (الإنجليزية)
- كوروس إنريكيث على موقع ديسكوغز (الإنجليزية)